# Hexatoma karma
Hexatoma karma är en tvåvingeart som beskrevs av Alexander 1962. Hexatoma karma ingår i släktet Hexatoma och familjen småharkrankar. Inga underarter finns listade i Catalogue of Life.